# Piratenpriset
Piratenpriset är ett pris som delas ut av Fritiof Nilsson Piraten Sällskapet (före 2004 av Stiftelsen Piratenpriset) namngivet efter författaren Fritiof Nilsson Piraten. Enligt de aktuella stadgarna skall priset ”tillfalla en person som är verksam i Sverige och som på ett utmärkande sätt gjort tillvaron behagligare att utstå för den övriga mänskligheten genom sitt konstutövande.” Det första priset delades ut 1989. Prissumman är på 150 000 kronor och huvudsponsor är Sparbanken Syd. Pristagaren tillkännages i maj vid en allmän tillställning vid pumphuset i Vollsjö. Pumphuset tillhörde järnvägsstationen och försåg ångloken med vatten, och är det enda som finns kvar av järnvägsstationen, där Fritiof Nilsson Piraten växte upp. Priset delas sedan ut under Piratendagen, vid piratensstatyn i Kivik i juli. År 2020 var tillkännagivandet inte öppet för allmänheten på grund av coronaviruspandemin. Det tillkännagavs istället vid Piratenmuseet och direktsändes av SVT. Författaren Björn Ranelid har under många år uttryckt ett stort missnöje med att han inte fått Piratens pris. Han har sagt att ondska och fascism ligger bakom beslutet.

## Pristagare
- 1989 – Jacques Werup
- 1990 – Hans Alfredson
- 1991 – Ernst-Hugo Järegård
- 1992 – Stig Claesson
- 1993 – Eva Rydberg
- 1994 – Olle Adolphson
- 1995 – Klas Östergren
- 1996 – Allan Edwall
- 1997 – Kristina Lugn
- 1998 – Lars Molin
- 1999 – Birgitta Stenberg
- 2000 – Ulf Lundell
- 2001 – Peter Englund
- 2002 – Mikael Niemi
- 2003 – Hans Pålsson
- 2004 – Bodil Malmsten
- 2005 – Jan Sigurd
- 2006 – Jesper Thilo
- 2007 – Claes Hylinger
- 2008 – Niklas Rådström
- 2009 – Torgny Lindgren
- 2010 – Carin Mannheimer
- 2011 – Katarina Mazetti
- 2012 – Leif G.W. Persson
- 2013 – Claes Eriksson
- 2014 – Gösta Ekman
- 2015 – Lasse Åberg
- 2016 – Viveca Lärn[3]
- 2017 – Nils Hellberg
- 2018 – Johan Glans[4]
- 2019 – Fredrik Backman[5]
- 2020 – Lina Wolff[6]
- 2021 – Karin Brunk Holmqvist[7]
- 2022 – Kalle Lind[8]
- 2023 – Karin Smirnoff
- 2024 – Fredrik Lindström [9]